# Bufo tihamicus
Bufo tihamicus és una espècie d'amfibi que viu a l'Aràbia Saudita i al Iemen.